# Agua potable y saneamiento en Nicaragua
La entrega de servicios de abastecimiento de agua y saneamiento en Nicaragua en las zonas urbanas compete principalmente a una empresa nacional de servicios públicos (la ENACAL - Empresa Nicaragüense de Acueductos y Alcantarillados) y, en zonas rurales, a los comités de agua potable. A pesar de que los niveles de inversión son relativamente altos, el acceso a los servicios de abastecimiento de agua en las zonas urbanas apenas si ha podido mantener el ritmo del crecimiento poblacional, mientras que el acceso a servicios urbanos de saneamiento ha declinado y, en ambos casos, la calidad del servicio es deficiente. Sin embargo, en las zonas rurales se ha logrado un incremento sustancial en la cobertura de los servicios de abastecimiento de agua y saneamiento.
El sector agua experimentó una reforma importante en 1998 que imprimió la separación de las funciones de formulación de políticas (CONAPAS - Comisión Nacional de Agua y Saneamiento), de regulacíon (INAA - Instituto Nicaragüense de Acueductos y Alcantarillados) y de operación (ENACAL y otros). Muy poco progreso se ha logrado en el campo de la descentralización, y en 2007 hubo una recentralización con la transferencia de los servicios de dos municipalidades a ENACAL. La participación del sector privado sigue siendo objeto de controversia y enfrenta la oposición del gobierno sandinista electo en 2006.

## Acceso
|             |                         | Urbano (58% de la población) | Rural (42% de la población) | Total |
| ----------- | ----------------------- | ---------------------------- | --------------------------- | ----- |
| Agua        | Definición amplia       | 90%                          | 63%                         | 79%   |
| Agua        | Conexiones domiciliares | 84%                          | 27%                         | 60%   |
| Saneamiento | Definición amplia       | 56%                          | 34%                         | 47%   |
| Saneamiento | Alcantarillado          | 22%                          | 0%                          | 13%   |

Fuente: Programa de Monitoreo Conjunto OMS/UNICEF(JMP/2006). Datos de agua y saneamiento basados en Encuesta de Salud y Demografía en Nicaragua (Nicaragua Demographic and Health Survey) del 2001 y la Encuesta de Medidias del Nivel de Vida (Living Standard Measurement Survey) del 2001.
Los niveles de acceso a servicios mejorados de abastecimiento de agua y saneamiento en Nicaragua son bajos en comparación con los estándares regionales, representando en el año 2005 el 76.7% y el 84.6%, respectivamente. Sin embargo, desde 1990 se han logrado avances significativos en las zonas rurales, generados a partir de una base limitada. En las zonas rurales, el acceso a servicios mejorados de abastecimiento de agua ha aumentado significativamente: de 46% en 1990 a 63% en 2004, mientras que el acceso a servicios mejorados de saneamiento incrementó de 24% en 1990 a 34% en 2004.
Cabe destacar que el nivel de acceso depende mucho de la definición aplicada. Por ejemplo, una encuesta del Programa de Agua y Saneamiento del Banco Mundial en 100 comunidades rurales en 2008 mostró que en estas áreas el acceso a instalaciones de saneamiento es de 82.5%, pero el acceso a instalaciones sin defectos es solamente 50.5%. Es interesante que ambos cifras demuestran un acceso más alto que el acceso según el Joint Monitoring Program citado arriba. Muchas letrinas pueden mejorarse con sólo instalar un tubo de ventilación y una puerta, lo que requiere mínimas inversiones.

## Calidad del servicio
El abastecimiento de agua en el 47% de las localidades monitoreadas por el ente regulador (46 de los 96 sistemas) no es constante. Este porcentaje es mayor en la época seca que en la época lluviosa. La empresa nacional de servicios públicos, ENACAL, ha sido catalogada como «uno de los más notorios sobrefacturadores de la nación».
La calidad bacteriológica del agua potable urbana fue considerada aceptable por la OMS de acuerdo con las muestras analizadas por la empresa nacional de servicios públicos.
En 2005, CONAPAS estimó que el 42% del agua residual recolectada recibía algún tipo de tratamiento. Este porcentaje aumentó con la inauguración de la Planta de Tratamiento de Aguas Residuales de Managua en 2009.

## Responsabilidad por el abastecimiento de agua y el saneamiento
El marco institucional del sector de agua y saneamiento es caracterizado por discrepancias entre las atribuciones legales (de iure) de un lado y las atribuciones reales (de facto) del otro lado. También hay algunas ambigüedades entre varios leyes.

### Situación de iure
Las responsabilidades inherentes al sector de agua y saneamiento en Nicaragua están definidas en
- la Ley General de Servicios de Agua Potable y Alcantarillado Sanitario (Ley n.º 297 de 1998),
- en el Decreto Ley n.º 276 de 1998 que dio vida a ENACAL,
- en el Decreto n.º 51-98 de creación de la CONAPAS,
- en la Ley n.º 275 de 1998 que transformó el INAA en un ente regulador.[9]
- la Ley Municipal, y
- la Ley General de Aguas Nacionales ley 620

La responsabilidad por la formulación de políticas del sector nicaragüense de agua y saneamiento recae, según la ley, sobre la Comisión Nacional de Agua Potable y Alcantarillado Sanitario (CONAPAS) como ente rector del sector. La CONAPAS incluye la Secretaría de la Presidencia, el Ministerio de Salud, el Ministerio del Medio Ambiente, la empresa de servicios públicos ENACAL, el ente regulador INAA, el Instituto de Estudios Territoriales (INETER) y el Fondo de Inversión Social de Emergencia (FISE). El decreto de la CONAPAS no indica quién lo preside.
El Instituto Nicaragüense de Acueductos y Alcantarillados (INAA) es el ente regulador que está a cargo de la normativa del sector. Según la ley el INAA maneja las quejas del público, aprueba los incrementos a las tarifas y puede otorgar concesiones a los proveedores de servicios.
Según la ley municipal nicaragüense, las municipalidades son las responsables por la prestación de los servicios de agua y saneamiento. Sin embargo, ni la Ley General de Servicios de Agua Potable y Alcantarillado, ni la Ley del ENACAL mencionan las municipalidades. Existe entonces una ambigüedad en el marco legal sobre la administración y propiedad de los sistemas de agua potable y alcantarillado entre las municipalidades y ENACAL.
Según un estudio del Programa de Agua y Saneamiento del Banco Mundial de 2008 el marco legal e institucional del sector es bastante completo pero está más orientado hacia los temas relacionados con el agua potable: «Las leyes existentes de saneamiento están contenidas en una serie de instrumentos e instituciones que dispersan las responsabilidades. No existe un marco legal claro para el saneamiento». Además, la estrategia sectorial de agua y saneamiento elaborada a finales de 2005 no define un plan de acción específico para saneamiento.

### Situación de facto
En la práctica existe una falta de reconocimiento, por parte de ENACAL, de las entidades rectoras y reguladoras del sector que son respectivamente la CONAPAS y el INAA. De facto el ENACAL actúa como ente rector y proveedor principal de servicios en el sector, mientras que la CONAPAS y el INAA están faltas de recursos humanos, presupuesto y respaldo político para cumplir sus funciones. También, en el caso del ente regulador, no se han presentado solicitudes de incrementos tarifarios desde 2003 ni tampoco solicitudes de concesiones. Por eso el ente regulador ha estado condenado a la inactividad.
De facto las siguientes instituciones son responsables de la provisión de servicios de agua y alcantarillado:
- Aproximadamente el 60% de los usuarios de agua son atendidos por la Empresa Nicaragüense de Acueductos y Alcantarillados (ENACAL), la cual da servicio a casi todas las zonas urbanas.
- El 10% es atendido por las tres empresas departamentales de agua en Río Blanco, así como por 26 municipalidades pequeñas.
- El 30% de los usuarios, en las áreas rurales, es atendido por 5,200 organizaciones comunitarias (Comités de Agua Potable y Saneamiento, CAPS).[8][1]

En 2000, el país contaba con 3,185 sistemas rurales de agua registrados de los cuales el 70% dependía de pozos. Hoy en día, el total estimado es de 5,000.
El Fondo de Inversión Social de Emergencia (FISE) provee el financiamiento para infraestructura y da apoyo a las comunidades locales en la gestión de dicha infraestructura. En el sector agua y saneamiento, desde hace 2005 el FISE ha sido de facto el ente rector para las áreas rurales.
Antes de 2005 ENACAL también apoyaba a las organizaciones comunitarias en zonas rurales y ha tenido bastante éxito en este campo. Tanto la OMS como el Proyecto de Salud Ambiental financiado por EE. UU. han reportado altos niveles de sustentabilidad en la prestación de los servicios rurales de agua de los proyectos que han recibido el respaldo de la dirección rural de aguas de ENACAL.

### Responsabilidad por la gestión de recursos hídricos
El 9 de septiembre de 2007 se promulgó la Ley General de Aguas Nacionales en Nicaragua, lo que constituye la ley de recursos hídricos más reciente en los últimos 31 años en la región centroamericana. Esta ley trata de la gestión de los recursos hídricos y no directamente de agua potable y saneamiento. La ley provee la creación de un Consejo Nacional de Recursos Hídricos (CNRH) como la instancia de más alto nivel para la gestión de recursos hídricos, una Autoridad Nacional de Aguas (ANA) y organismos de cuencas. Provee también la creación de un Fondo Nacional de Agua (FNA) para financiar un Plan Nacional de Recursos Hídricos y planes por cuenca. El Fondo será alimentado, entre otros, a través del pago de un canon para el uso de agua. El canon será establecido mediante una otra ley específica. Las instituciones mencionadas en la ley tienen que ser creados.

### Otras instituciones
La Red de Agua y Saneamiento de Nicaragua (RASNIC) es una plataforma donde convergen instituciones del gobierno, agencias de cooperación, ONG, asociaciones, alcaldías, entre otros, con la finalidad de promover discusiones informadas que permitan a los tomadores de decisiones mejorar sus políticas públicas, además de fortalecer a los actores a través de capacitaciones y transferencias de tecnologías.

## Historia y eventos recientes
Bajo el gobierno de Somoza y hasta 1979, los grandes sistemas urbanos de abastecimiento de agua eran operados por el sector privado, mientras que un departamento Ministerial estaba a cargo de los sistemas de agua en las ciudades más pequeñas. Tras la revolución sandinista, se creó el Instituto Nicaragüense de Acueductos y Alcantarillados (INAA), una empresa pública y centralizada.

### Las reformas de 1998 y dificultades en su implementación
Después de la derrota electoral de los Sandinistas en 1990, los gobiernos subsecuentes emprendieron acciones en un intento por desconcentrar y descentralizar la empresa nacional de servicios públicos a fin de alcanzar la autosuficiencia y de incrementar la participación del sector privado. En 1998, bajo la administración de Arnoldo Alemán (1997-2002), se realizó una reforma del sector a fin de separar las funciones normativas, de formulación de políticas y de prestación de servicios: se creó CONAPAS como ente encargado de la formulación de políticas; se creó ENACAL como proveedor de los servicios, acaparando gran parte del personal y de los activos del INAA; y se creó un nuevo ente regulador que heredó el nombre INAA.
El sector no experimentó ningún avance considerable hacia la descentralización o hacia la participación del sector privado ni antes de la reforma de 1998 ni después. La autosuficiencia financiera de ENACAL mejoró entre 1998 y 2001, pero se suscitaron manifestaciones públicas de protesta en contra del alza en las tarifas. Posteriormente y durante la administración de Enrique Bolaños (2002-2007), se congelaron las tarifas, lo que llevó al gradual deterioro de la situación financiera de la empresa de servicios públicos.

### Moratorio sobre la privatización
En 2003, la Asamblea Nacional Nicaragüense aprobó una moratoria sobre cualquier privatización del agua «hasta que se apruebe una ley nacional de aguas». Dicha ley se aprobó en septiembre de 2007.

### Estrategia sectorial de 2005
En octubre de 2005, CONAPAS aprobó una estrategia sectorial dirigida, nuevamente, hacia la descentralización, la autosuficiencia financiera y al fortalecimiento del ente regulador. Dicha estrategia propone también el desarrollo de un modelo de operación sostenible para las zonas rurales. A principios de 2006, ENACAL, como parte de su proceso de modernización, suscribió un contrato de servicios de cinco años para la prestación de servicios comerciales (lectura de medidores, facturación, servicio al cliente), que contó con el apoyo del BID.

### El gobierno sandinista desde 2007
Después de la elección del gobierno sandinista de Daniel Ortega en noviembre de 2006, el gobierno se opuso a la participación del sector privado y ha expresado una postura crítica en contra de las regulaciones autónomas. En enero de 2007, CONAPAS puso en marcha un plan integral de agua y saneamiento de diez años. Este plan proyectó inversiones de 592 millones de dólares y se concentrará en las zonas rurales utilizando al FISE como dependencia ejecutora. Pero no se realizó. 

### El Programa Integral Sectorial de Agua y Saneamiento Humano de Nicaragua desde 2014
En 2014 el gobierno lanzó el Programa Integral Sectorial de Agua y Saneamiento Humano de Nicaragua (PISASH). El Programa responde al compromiso que establece el Plan Nacional de Desarrollo Humano (PNDH) para implementar una estrategia de desarrollo para el sector agua y saneamiento. El PISASH implica a varias instituciones del Estado, entre ellas principalmente ENACAL, centrándose en áreas urbanas. Una primera fase incluye 19 municipios, y una segunda fase 17 municipios más. El programa incluye no solamente inversiones, sino también el fortalecimiento de capacidades para la gestión comercial, operación y mantenimiento. El financiamiento de la primera fase del PISASH (2014-19) para 19 municipios es de 343,4 millones de dólares, lo que significa un aumento importante de las inversiones. De ese total, 
- 100,1 millones de dólares son aportados por el Banco Centroamericano de Integración Económica (BCIE),
- 85,8 millones de dólares por la Agencia Española de Cooperación Internacional (AECID) a través del Fondo de Cooperación para Agua y Saneamiento del Gobierno de España y Fondos del Programa de Conversión de Deuda Nicaragua – España firmado en 2008,
- 81,3 millones de dólares por el Banco Europeo de Inversiones (BEI),
- 65 millones de dólares por la de la Unión Europea (Fondos del Latin American Investment Facility, LAIF),
- 9,7 millones de dólares por el Gobierno de Nicaragua y
- 1,5 millones de dólares por otras fuentes.

Su meta es el aumento en la cobertura de los sistemas de agua potable en estos 19 municipios del 67 % actual al 95 %, y de los servicios sanitarios del 18 % actual al 55 % hacia el año 2019.

## Coordinación de donantes
Los distintos donantes que brindan apoyo al gobierno de Nicaragua en sus esfuerzos por mejorar el abastecimiento de agua y el saneamiento, se coordinan a través de una mesa sectorial y en 2005 se suscribieron a un Enfoque Sectorial Amplio (SWAp, por sus siglas en inglés) para coordinar aún mejor sus esfuerzos.

## Aspectos financieros

### Tarifas y subsidios
Las tarifas urbanas de agua y alcantarillado que cobra ENACAL experimentaron un incremento sustancial en el período 1998-2001, con alzas anuales de 28, 27 y 12% en 1998, 1999 y 2000, respectivamente. Incrementos tan altos e ininterrumpidos como éstos no eran comunes en la región. Mientras que estas alzas le permitieron a la empresa recobrar su estabilidad financiera, en el año 2001 desembocaron en protestas y en acciones legales en rechazo de otro 30% de alza en la tarifa.
Desde 2003, las tarifas han sido congeladas en términos nominales. Nuevamente, esto ha erosionado la estabilidad financiera de ENACAL llevándola al borde de la quiebra, por lo que a partir de 2005 se requirió de transferencias financieras para cubrir sus pérdidas de operación.
En agosto de 2008 INAA aprobó un incremento de las tarifas de ENACAL de 42% en Matagalpa y de 40% en Jinotega. El incremento no ha sido revelado al público, según el periódico El Nuevo Diario.
Las tarifas de ENACAL son complejas y, ostensiblemente, intentan proteger a los pobres. Las tarifas varían según la ciudad (por razones un tanto confusas, son aproximadamente un tercio más bajas en Managua que en el resto de las ciudades), categoría de usuario (tres categorías de usuarios residenciales e “instituciones”, que pagan las tarifas más altas; entre las categorías de usuarios residenciales, la relación entre la tarifa más baja y la más alta es de 1:3), y consumo (tarifas más altas al consumo por sobre los 20 y 50 metros cúbicos al mes, respectivamente). A pesar de que, en general, los subsidios probablemente no son muy altos debido a los altos niveles tarifarios, los pobres, que no tienen acceso a los servicios de agua y saneamiento, o que son atendidos por comités rurales de agua, por definición están excluidos de estos subsidios. Se ha estimado que, en el interior del país, la familia promedio ubicada en los dos quintiles inferiores de ingreso y usuaria de los servicios de agua de ENACAL, pagaba el equivalente a 6.50 dólares mensuales en 2003, lo que corresponde al 7% de su ingreso estimado de 93 dólares al mes. A pesar de que esta proporción es muy alta, la factura probablemente es menor que el costo económico del tiempo dedicado a acarrear agua y de la incidencia de enfermedades causadas por agua insegura.

### Inversiones y financiamiento
Según la Unidad Pública de Inversiones, las inversiones en el sector agua y saneamiento durante el período 1991-2006 ascendieron a US$ 351 millones, o a un promedio de más de US$ 22 millones al año. Esto corresponde al 0.49% del PIB o a US$ 4.5/cápita/año. Desde 1997, el nivel de inversiones aumentó de manera notable. Mientras que entre 1991 y 1996, la inversión anual oscilaba entre sólo US$ 0.7 y 1.1 per cápita, entre 1997 y 2006 subió a US$ 4.7 a US$ 9.4. Entre 1997 y 2003, el nivel promedio de inversión per cápita fue más alto que en los países vecinos Honduras y Costa Rica, pero más bajo que en países suramericanos, como Argentina, Perú y Colombia.
Las inversiones, casi en su totalidad, son financiadas por donantes extranjeros, y el gobierno entrega créditos extranjeros, bajo la modalidad de donaciones, a ENACAL y a los comités de agua potable en las zonas rurales. En contraste, de los 215 millones de dólares invertidos por la empresa nacional de agua en 1990-1999 (24 millones de dólares a precios nominales), el 16% fue autofinanciado por la empresa, el 7% fue financiado por el gobierno con sus propios recursos, y el saldo fue financiado por donantes extranjeros.
No existen datos sobre las inversiones realizadas por las ONG, las cuales proporcionan fondos destinados, principalmente, a proyectos de infraestructura en zonas rurales.

## Eficiencia
La eficiencia asociada a la prestación de servicios urbanos es baja, con niveles estimados de agua no facturada de más de 56% y una productividad laboral de 7.6 empleados por cada 1,000 conexiones de agua, más del doble del nivel que se considera una buena práctica.

## Principales fuentes de información
- Interamerican Development Bank: Nicaragua. Water supply and sanitation investment program. Loan proposal, 2006 BID 2006
- Organización Mundial de Salud, 2000. Evaluación de los Servicios de Agua y Saneamiento 2000 en las Américas. OMS 2000